# Duomo di San Vincenzo Ferreri
Il duomo di San Vincenzo Ferreri o chiesa madre è il maggior luogo di culto ubicato di Casteltermini, ubicato in piazza Duomo. Appartiene all'arcidiocesi di Agrigento, vicariato di Cammarata, sotto il patrocinio di San Giacinto Giordano Ansalone, arcipretura di Casteltermini, parrocchia di San Vincenzo Ferreri.
Gian Vincenzo Maria Termini, barone e fondatore di Casteltermini, imparentato con la famiglia Ferreri, volle che proprio San Vincenzo Ferreri fosse scelto come protettore del borgo agrigentino.

## Storia

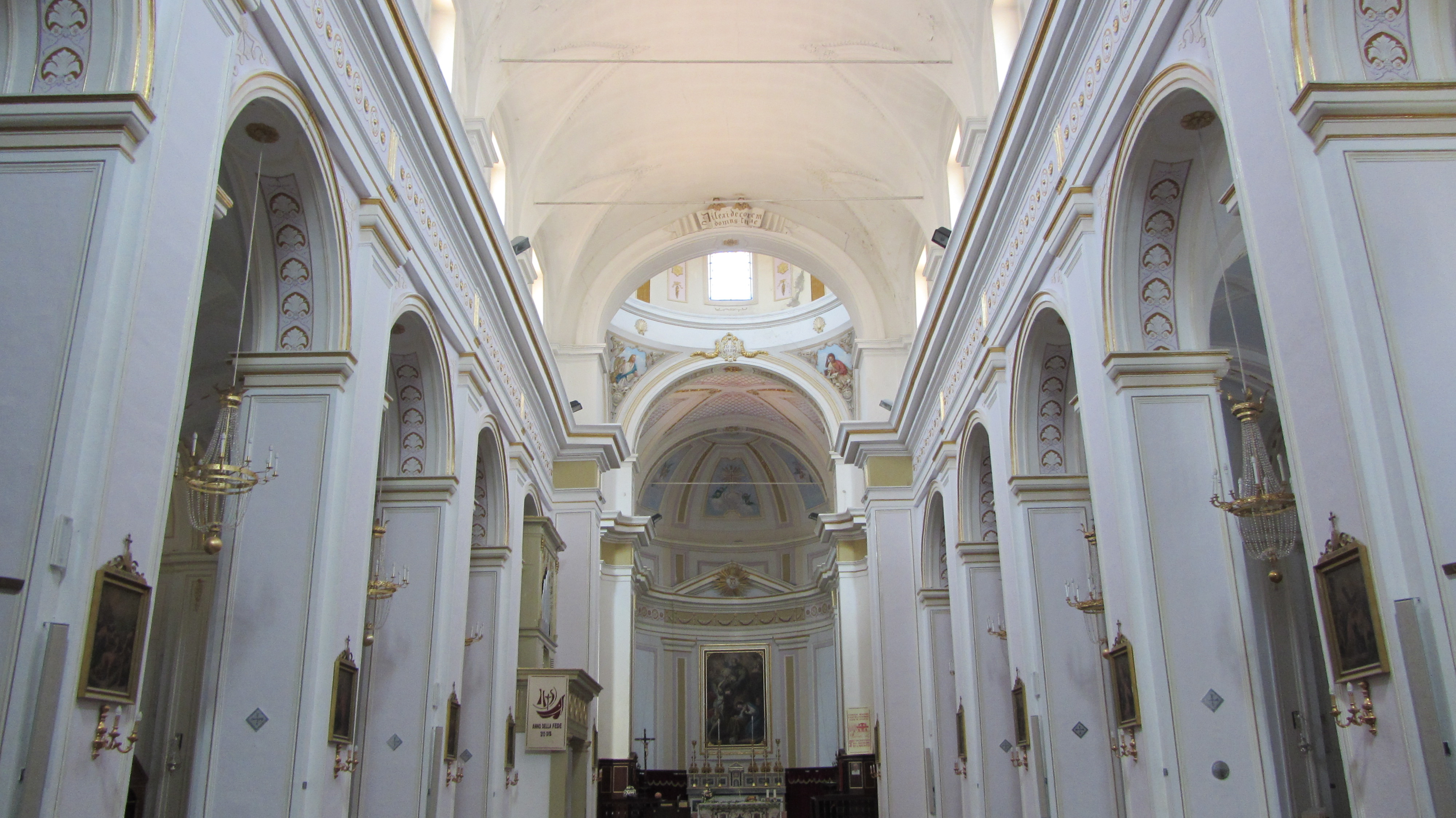
Interno.

La chiesa madre fu la prima grande opera di uso pubblico cittadina. La costruzione della prima parte dell'edificio risale al 1629, stesso anno di fondazione del paese. La costruzione doveva essere edificata a cura e spese interamente a carico del barone Gian Vincenzo Maria Termini e Ferreri, e ciò per un preciso obbligo assunto con i Capitoli della Terra. 
Contravvenendo agli impegni assunti, il nobile e signore assoluto, costrinse il comune e gli abitanti del nascente centro, considerati ancora vassalli, a costruire loro il tempio, mentre il barone avrebbe provveduto a costruirsi la sua casa castello. 
All'inizio fu eretta soltanto la navata centrale, su un basamento articolato. Solo nel 1883 l'architetto Pietro Burgio poté finalmente eseguire il collaudo dell'intera opera finalmente ingrandita e perfezionata.

## Cupola
La chiesa presenta una grande cupola d'ordine toscano poggiante su quattro pilastri i cui pennacchi presentano le effigi dei quattro evangelisti raffigurati con i rispettivi attributi iconografici: l'angelo rappresentante San Matteo, l'aquila per San Giovanni Evangelista, il leone per San Marco, il toro per San Luca. 
Negli anni trenta del Novecento infiltrazioni e l'umidità, l'arciprete Giovanni Di Liberto, resosi conto della pericolosa gravità della situazione, con il contributo di numerosi fedeli e dell'amministrazione comunale, autorizzò dei lavori urgenti facendo rivestire l'esterno della cupola con lamine di rame, ed eseguire tutte le opere murarie necessarie ad assicurare la staticità della stessa.
I dati riguardanti l'imponente costruzione sono:
| Lunghezza dall'ingresso fino al fondo del coro : 57,00 m                          |
| Altezza della volta centrale : 18,00 m                                            |
| Altezza della cupola : 30,50 m.                                                   |
| Altezza della facciata esterna dal livello della strada sino alla croce : 25,00 m |
| Larghezza dalla navata sinistra a quella destra : 27,50 m                         |

## Facciata
Una scalinata raccorda la sede stradale con in tre portali del prospetto. Altrettanto per l'ingresso laterale destro.
Lo stile architettonico della parte inferiore sino al primo cornicione è di stile corinzio, ripartito da lesene che a coppia delimitano ciascun ingresso. La rimante parte è di stile composito che ricalca la suddivisione del primo ordine nella parte centrale comprendendo un finestrone centrale e due cornici a forma di stemma, che ospitano i quadranti di due differenti orologi. Ai lati semplici volute raccordano i due livelli, sui pilastrini acroteriali agli angoli sono collocate le statue raffiguranti rispettivamente San Giuseppe e San Vincenzo Ferreri. Sul secondo cornicione, ai lati del timpano sono presenti le raffigurazioni di San Pietro e San Paolo. Chiude la prospettiva una piramide con sfera sormontata da croce in ferro battuto.
Le paraste - lesene, i capitelli, i frontoni, i fregi, i cornicioni, le trabeazioni furono intagliati da maestri scalpellini provenienti dalla vicina Sciacca. Due iscrizioni su targa sormontano gli ingressi laterali minori.

## Interno
Impianto a croce latina a tre navate ripartite da pilastri, dieci archi, e archetti di raccordo la controfacciata. Molti ambienti ospitano le opere eseguite dallo scultore castelterminese Michele Caltagirone, inteso Quarantino e tre grandi tele del frate cappuccino Fedele Tirrito. 

### Navata destra
- Prima campata: Cappella di Santa Rosalia. Ambiente con statua di Santa Rosalia, opera del Quarantino.[3]
- Seconda campata: Cappella del Rosario. Ambiente con gruppo statuario raffigurante la Madonna del Rosario con San Domenico di Guzmán e Santa Caterina da Siena, opera del Quarantino.[3]
- Terza campata: Cappella del Crocifisso. Ambiente con Crocifisso, scultura d'autore sconosciuto del 700, alla sua destra una statua raffigurante l'Addolorata e alla sinistra San Giovanni Evangelista, opera lignea del Quarantino.[3]
- Quarta campata: Cappella della Sacra Famiglia. Ambiente con gruppo statuario ligneo raffigurante la Sacra Famiglia, opera del Quarantino.[3]
- Quinta campata: ingresso laterale destro. Sul vestibolo ligneo è collocato Gesù Nazareno, statua in cartapesta e legno, opera del Quarantino.[3] Simulacro proveniente dalla chiesa del Purgatorio, chiusa al culto. La scultura è processionata durante i riti devozionali e penitenziali della Settimana Santa con la conduzione al Calvario il Venerdì Santo.

### Navata sinistra
- Prima campata: Cappella. San Pio da Pietrelcina, statua in vetroresina allocata su di un altare in legno posto accanto all'ingresso principale.
- Seconda campata: Cappella di Sant'Antonio Abate. Sant'Antonio Abate,[2] statua lignea del rinomato scultore Rosario Bagnasco del 1780, appartenente alla famiglia Bagnasco, oriunda da Torino, l'artista si stabilì ancora giovane ad Agrigento dove lavorò per molti anni.
- Terza campata: Cappella.
- Quarta campata: Cappella.
- Quinta campata: Cappella. L'arcata fra colonne ospita l'organo.

Opere documentate:
- Annunciazione, gruppo statuario scolpito dallo scultore agrigentino Calogero Cardella, opera patrocinata dagli zolfatari di Casteltermini che hanno eletto Maria Santissima Annunziata loro protettrice.
- Sant'Antonio di Padova, statua in legno opera del Quarantino.[3]
- Santa Rita.
- San Biagio Vescovo e Martire, statua in legno scolpita dallo scultore agrigentino Calogero Cardella. Opera proveniente dalla chiesa del Purgatorio, chiusa al culto.
- Madonna della Catena, statua in legno, opera del Quarantino.[3] Il simulacro è delimitato dalle statue raffiguranti Santa Rosalia e Santa Lucia.
- San Calogero Eremita, statua scolpita in pesantissimo legno da uno scultore palermitano sconosciuto e portata a Casteltermini l'anno 1840.

### Transetto
- Braccio transetto destro: Cappella dell'Immacolata Concezione. In un'elegante cappella in legno è collocata la statua raffigurante Maria Santissima Immacolata Concezione, scolpita in legno da un ignoto scultore napoletano del XVIII secolo, sotto, in un'urna di cristallo, è collocata la statua dell'Assunta. Alla parete è collocata una grande tela raffigurante l'Immacolata, opera del pittore cappuccino padre Fedele Tirrito da San Biagio Platani, la Vergine in estasi è raffigurata mentre si staglia su uno sfondo luminoso ricco di angeli che la sollevano verso il cielo. Sul lato destro dell'ambiente è collocato il monumento funebre, sepoltura in marmo policromo opera di scultore ignoto, dedicato ad un illustre prelato di Casteltermini: don Antonio Castelli, barone di Raaltavilla, abate di Sant'Anna di Protopapa, fatto costruire nel 1702 da don Paolo Castelli.

- Braccio transetto sinistro: Cappella della Santissima Trinità. Sulla parete è custodito il dipinto raffigurante la Santissima Trinità o Esaltazione della Croce, opera di Padre Fedele Tirrito, olio su tela del 1760 ca., una delle più artificiose dell'artista realizzata nel periodo in cui il pittore si trovava a Casteltermini.

### Absidiole
- Absidiola destra: Cappella di San Vincenzo Ferreri. Sull'altare la statua raffigurante San Vincenzo Ferreri, manufatto in durissimo legno eseguita egregiamente da un ignoto scultore del XIX secolo. Le pareti laterali dell'ambiente sono arricchite da due bassorilievi raffiguranti due celebri miracoli del santo: il Miracolo del muratore e il Miracolo della risurrezione di una donna ebrea.

- Absidiola sinistra: Cappella del Santissimo Sacramento. Sacro Cuore di Gesù, statua lignea d'autore sconosciuto collocata sull'altare. Sotto la mensa è collocato il gruppo statuario dello scultore detto Quarantino raffigurante l'Ultima Cena, opera realizzata sul modello del Cenacolo di Leonardo da Vinci.[3]

### Altare maggiore
Nel catino absidale campeggia l'Annunciazione del 1752, dipinto realizzato durante gli anni in cui padre Fedele Tirrito si trovava nel convento dei Cappuccini di Casteltermini, ove svolgeva le mansioni di padre guardiano.
Sui muri laterali del coro sono collocate due grandi tele di Giuseppe Velasco raffiguranti Gesù e l'adultera e Gesù caccia i mercanti dal tempio, entrambi doni di Forcalle, che fu un ricco amministratore del duca Diego Pignatelli Aragona Cortes, duca di Terranova, al tempo barone di Casteltermini. L'ambiente ospita la statua lignea raffigurante San Francesco di Paola, dello scultore Rosario Bagnasco.

## Oratorio
Oratorio di “San Filippo Neri” presso la vicina chiesa del Purgatorio, chiusa al culto dal 1960.

## Feste
- 5 aprile, Festa di San Vincenzo Ferreri. Festa e funzioni liturgiche.
- IV domenica di agosto, Festa di San Calogero Eremita. Festa, funzioni liturgiche e itinerari processionali documentati.